# Pivovar Janov
Pivovar Janov stával v obci Janov, dnes místní části Litvínova.

## Historie
Nejstarší pivovar v okolí Litvínova nechali postavit rytíři z Rechenberka, v jejichž vlastnictví byl Janov od roku 1454. Zakladatelem byl pravděpodobně Wolf z Rechenberka, poprvé připomínaný v roce 1511, jenž znovu postavil zdejší tvrz. V roce 1528 umírá a ve stejném roce majitelé vytvořili inventář panství, kde je pivovar poprvé zmiňován. Další zmínka pochází z roku 1577, kdy bez dědice umírá Hanuš z Rechenberka a jeho majetek připadl císaři Rudolfovi. Ten jej obratem dědičně prodal Jiříkovi Hartyšovi z Hartyše, jenž panství připojil k Záluží. V kupní listině je také poslední přímá zmínka o pivovaru. V roce 1615 bylo panství rozděleno mezi Mikuláše Hartyše z Hartyše, jenž získal Janov, a Mořice Jindřicha Hartyše z Hartyše, kterému připadlo Záluží. V roce 1627 prodal rada a sekretář španělského krále Jakub Bruneau obě panství Janu Jakubovi Bruneauovi. V kupní smlouvě je zmiňován pivovar při statcích Záluží a Janov, ovšem není známo, který pivovar je tím myšlen. Další osudy pivovaru nejsou známy.
Při soupisu majetku v roce 1528 je zmiňováno vybavení pivovaru, které tvořily varné pánve o objemu jednoho vědra, 12 kádí, 33 sudů o objemu čtyř věder, 3 sudy o objemu osmi věder a 6 sudů o objemu dvou věder.